# Everstein (Adelsgeschlecht)

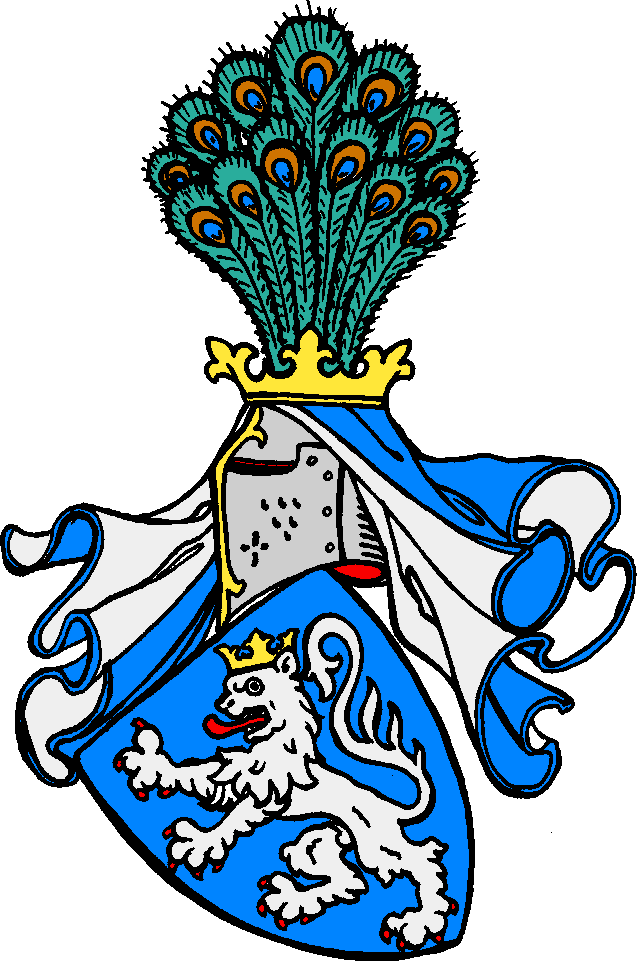
Wappen derer von Everstein

Die Edelherren und Grafen von Everstein (auch Eberstein) nannten sich seit 1116 nach den Burgen auf dem Großen und Kleinen Everstein (Burg Everstein) am Burgberg im Landkreis Holzminden, Niedersachsen. Als Anhänger und Verwandte der Staufer baute die Familie ihren Eigenbesitz im Weserbergland zu einer kleinen Landesherrschaft aus. Ferner gründeten sie um 1100 den Dobnagau im heutigen Vogtland. 
Die Familie derer von Everstein teilte sich etwa um 1200 in mehrere Linien auf. Die Linien Ohsen und Holzminden starben im 14. Jahrhundert aus, eine weitere Linie in ihrem niedersächsischen Zweig ebenso am Ende des 14. Jahrhunderts und in ihrem dänischen Zweig im Jahr 1453. Zuletzt erlosch 1663 die seit 1274 in Pommern ansässige Linie Eberstein-Naugard.

## Aufstieg
Im Grenzgebiet zwischen den vier Diözesen Mainz, Paderborn, Hildesheim und Minden baute die Familie ihren Eigenbesitz im Weserbergland zwischen Höxter, Holzminden und Hameln zu einer kleinen Landesherrschaft aus. 
Als Anhänger und Verwandte der Staufer erlebten die Eversteiner nach der Entmachtung Heinrichs des Löwen im Jahre 1180 zunächst einen glanzvollen Aufstieg. Nach dem Sturz Heinrichs des Löwen wurde Albrecht III. von Everstein Lehnsmann des Kölner Erzbischofs Philipp I. von Heinsberg, der von Kaiser Friedrich Barbarossa zum Herzog von Westfalen und Engern ernannt worden war. Bereits 20 Jahre später unterstanden ihm um Volkmarsen herum die Orte Wettesingen, Breuna, Rhöda, Ehringen und Wormeln.
Hinzu kamen noch Güter an der Diemel bis Marsberg, bei Warburg und Scherfede, zeitweise auch im Eichsfeld (im 13. Jahrhundert als mainzische Burggrafen auf Burg Rusteberg) sowie in Pommern (Haus Eberstein-Naugard). 
1283 suchte Konrad von Everstein beim Erzbischof Siegfried von Köln Schutz und übertrug ihm Aerzen. Doch auch der Erzbischof konnte die Einnahme der Burg Everstein, zwischen Bevern und Negenborn, durch die Welfen nicht verhindern. Nach dem Untergang der Staufer erzwangen die Welfen 1284 den Verkauf der Burg Everstein. Hauptsitz der Eversteiner war nun die etwa 10 km nördlich gelegene, um 1200 errichtete Burg Polle. 1285 übertrug Otto von Everstein dem Kloster Loccum Güter bei Gestorf. Um 1335 mussten die Grafen ihre Burg Ohsen, die zur Sicherung des Übergangs über die Weser bei Emmerthal (nahe Hameln) diente, den Herzögen von Braunschweig und Lüneburg überlassen, die sie wiederum den Edelherren von Homburg, Erzrivalen der Eversteiner, übergaben.

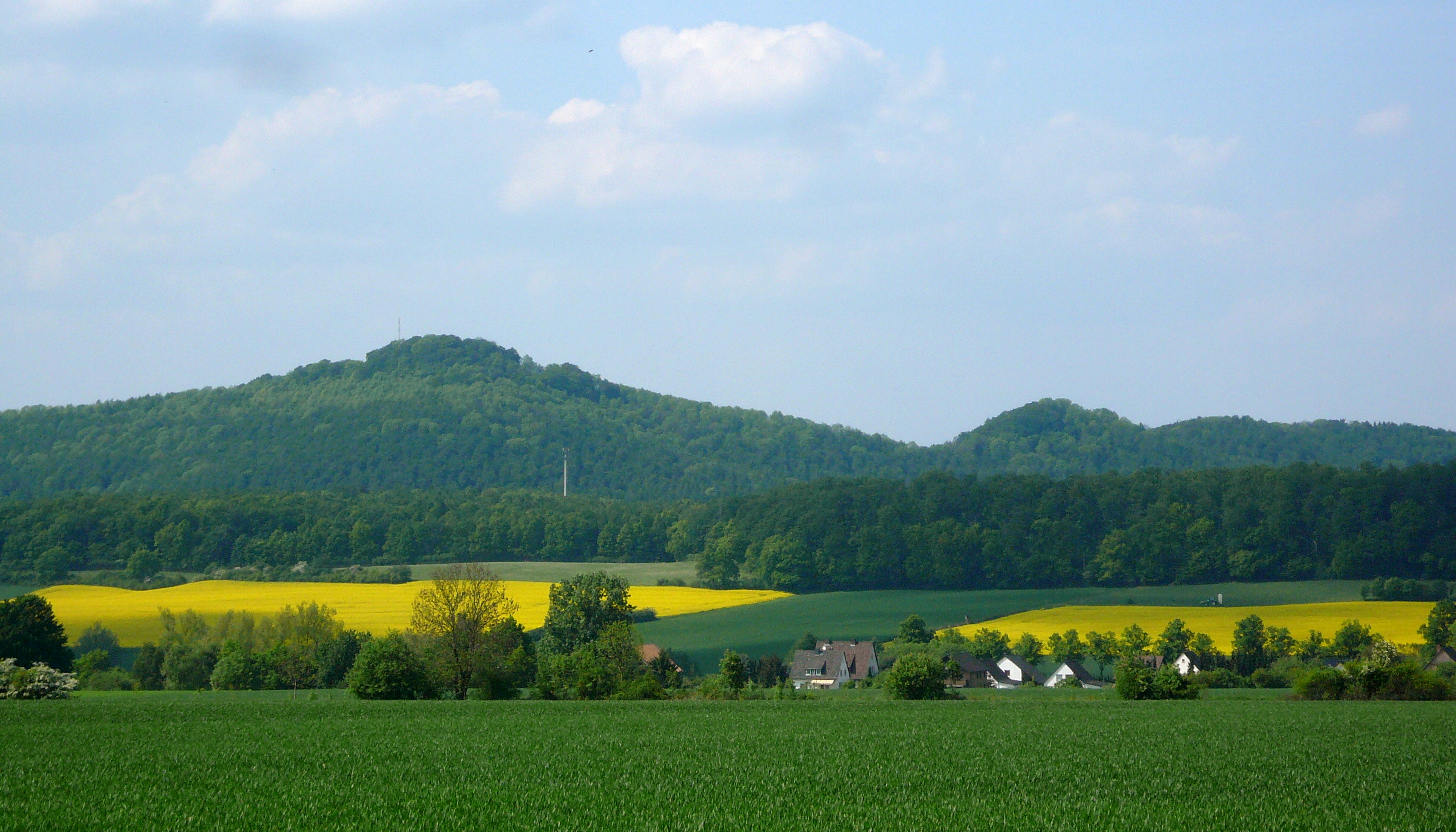
Großer und Kleiner Everstein
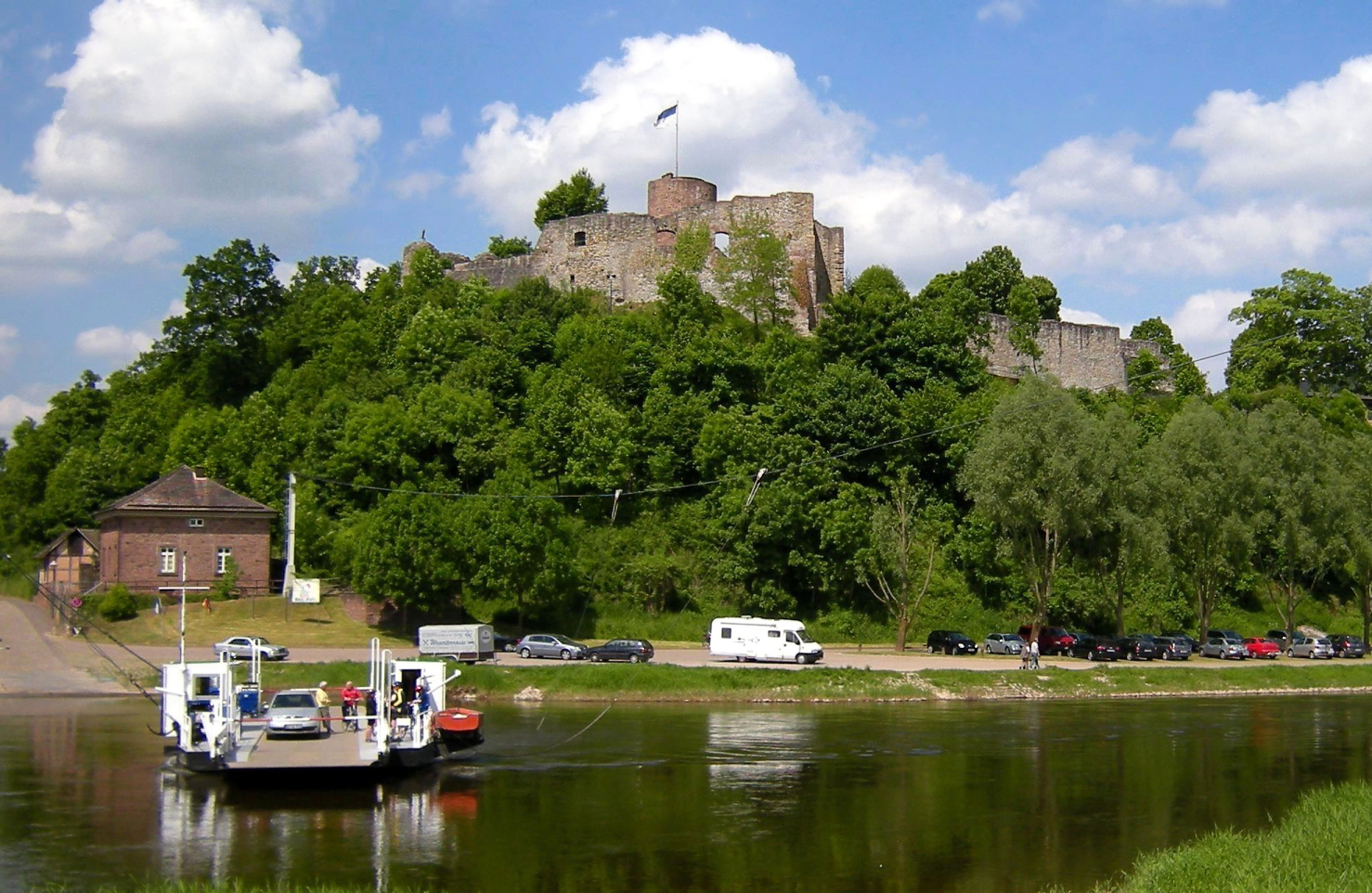
Burg Polle
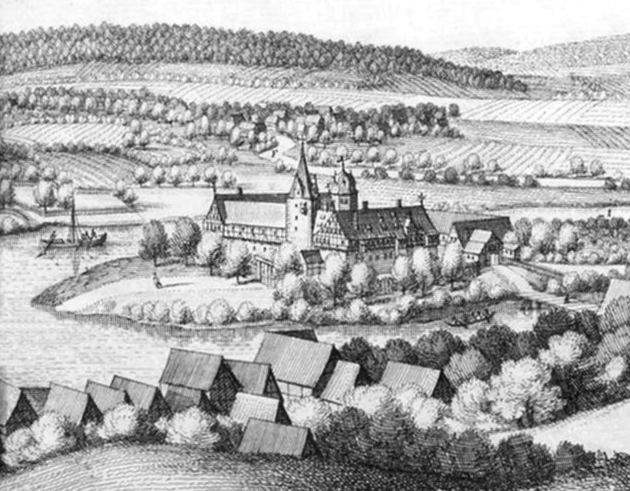
Burg Ohsen

## Herren im Dobnagau

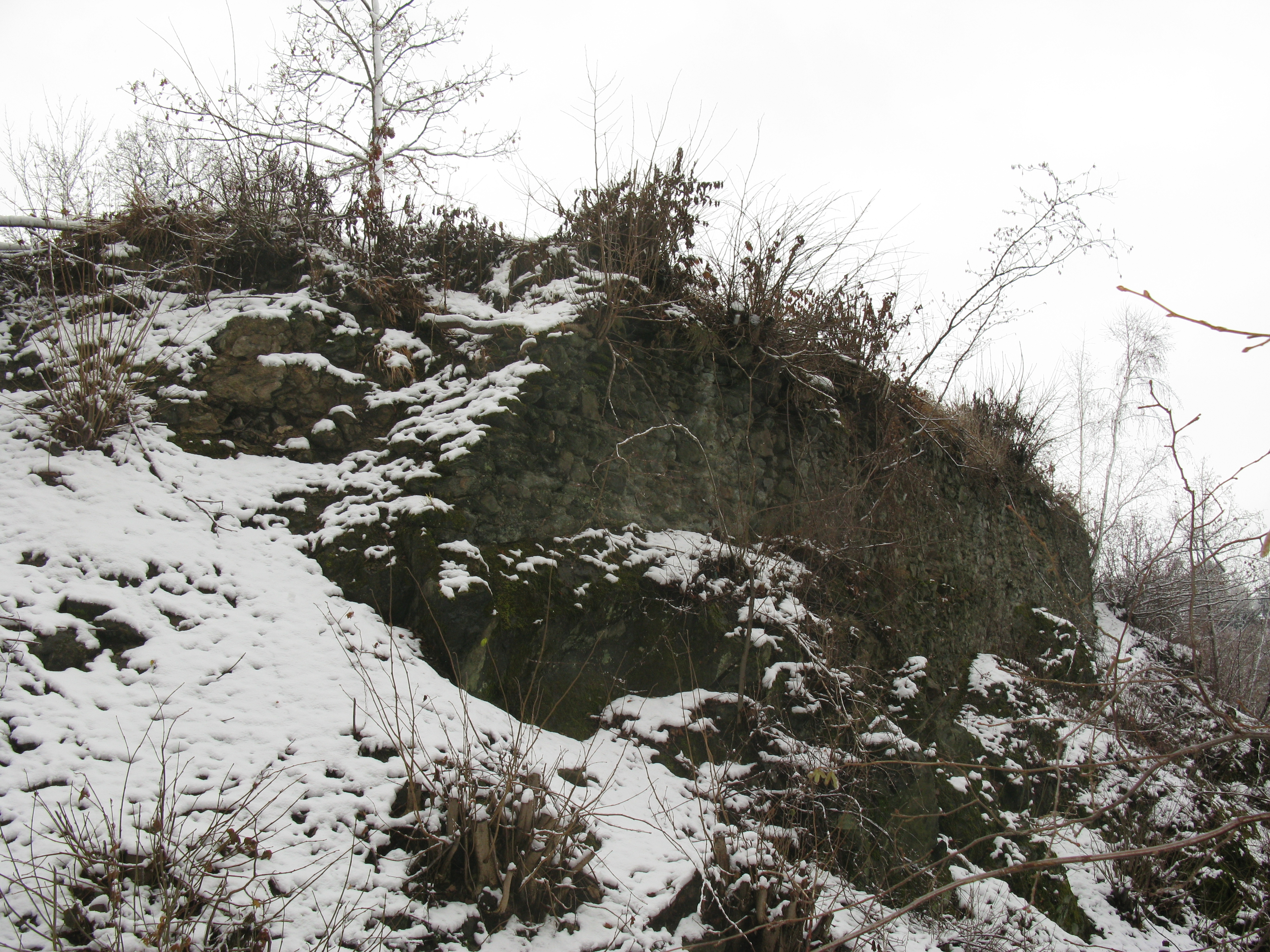
Burgruine Dobenau im Plauener Stadtteil Bärenstein

Offenbar beteiligten sich Mitglieder der Familie ab etwa Anfang des 12. Jahrhunderts auch als Lokatoren am Landesausbau durch Rodung und Ansiedlung vorwiegend fränkischer Siedler in den bis dahin slawischen Gebieten in Teilen des heutigen Vogtlands, namentlich dem Dobnagau um Plauen. Der erste dortige Sitz soll sich auf dem Dobenaufelsen im Syratal befunden haben (heute im Stadtteil Bärenstein von Plauen).

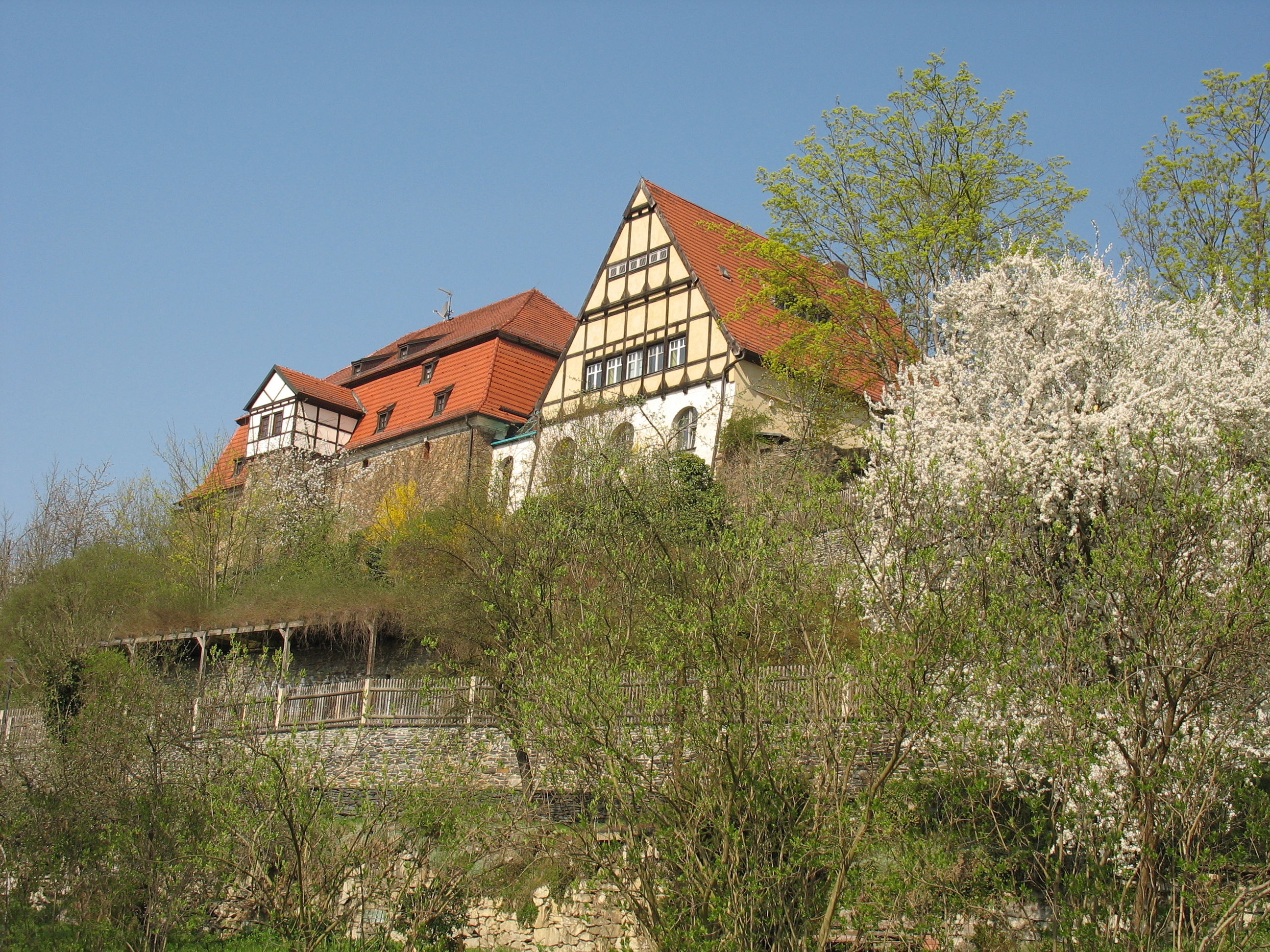
Malzhaus in Plauen, Überrest der Stadtburg der Ebersteiner

Später erbauten die Ebersteiner eine Stadtburg an der südwestlichen Ecke des Plauener Mauerrings, dessen Überrest das heutige Malzhaus ist. Bereits kurz vor 1122 stiftete Adalbert von Eberstein die Johanniskirche in Plauen. 1236 erscheint Plauen zum ersten Mal im Besitz der Vögte von Weida, offenbar war bereits Heinrich II. „der Reiche“ († um 1209) von Weida, Gera und Greiz von den Eversteinern mit Plauen belehnt worden und führte wie diese ebenfalls einen Löwen im Wappen. Die Vögte von Plauen erbauten sich die Plauener Burg als Sitz. Am 25. Mai 1278 kam der bisherige Landesherr, der niedersächsische Graf Konrad IV. von Everstein, persönlich nach Plauen und überschrieb seinem Schwager, dem Vogt Heinrich I., die Stadt Plauen und den Gau Dobena. Heinrich verblieb aber offensichtlich in einem losen Lehnsverband zum Grafen von Everstein. Sein älterer Sohn Heinrich II. „der Böhme“ begründete die Linie der Vögte von Plauen, der jüngere, Heinrich Ruthenus, „der Russe“, gründete die jüngere Linie, das spätere Fürstenhaus Reuß. 1328 verzichtete Graf Hermann III. von Everstein auf alle Lehen im Gebiet Dobene. Damit endete die Geschichte der Eversteiner im Vogtland.

## Untergang
Im Jahre 1403 schloss Graf Hermann VII. von Everstein, dessen einziger Sohn dreijährig im Jahre zuvor verstorben war, eine Erbverbrüderung mit den Grafen zur Lippe, der zufolge der zwischen Hameln und Höxter gelegene und mit der Burg Polle an Lippe grenzende eversteinische Herrschaftsbereich an Lippe fallen sollte. 1405 wurde die Burg Sternberg von den Grafen von Schaumburg an Hermann VII. von Everstein und Bernhard VI. zur Lippe verpfändet, die sich in der Folgezeit über das Sternberger Pfand zerstritten, sodass Hermann wieder aus dem Vertrag ausstieg. Die sogenannte Eversteinsche Erbfolgefehde dauerte bis 1407. In ihrem Verlauf drangen die Welfen weit bis ins lippisches Territorium vor. Sie endete mit der Einnahme der Burg Sternberg durch Truppen des Herzogs Heinrich von Braunschweig.
1408 kam es zum Friedensschluss. Hermann VII. von Everstein verlobte seine erst vier Jahre alte Tochter Elisabeth mit Otto IV. von Braunschweig-Lüneburg, Sohn des Herzogs Bernhard I., und gab Aerzen als Mitgift dazu. Die Grafschaft mit der Burg Polle wurde an die Braunschweiger Herzöge übergeben. Damit hatten die Welfen den Anschluss der Grafschaft Everstein an Braunschweig-Lüneburg erreicht. Elisabeth wurde im gleichen Jahr mit Herzog Otto IV. verheiratet. Hermann VII. von Everstein gilt als letzter männlicher Vertreter seines Geschlechts, ging in die Verbannung und ist 1413 letztmals erwähnt. 
Zwischen 1324 und 1356 erbauten die Grafen von Everstein unterhalb des Berges Waldau über dem Tal der Emmer die Burg Hämelschenburg, die 1437 in den Besitz der Ritterfamilie Klencke überging, welche nach 1500 den heutigen Schlossbau errichtete.

## Wappen

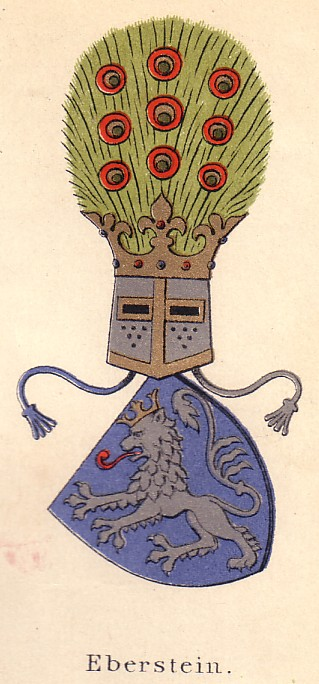
Wappen derer von Everstein in Danmarks Adels Aarbog

Blasonierung: In Blau ein silberner Löwe, golden gekrönt, rot bewehrt und rot gezungt. Auf dem Wappen ein Topfhelm mit einem Busch Pfauenfedern aus goldener Krone über blau-weißen Decken.
Die Wappen des Landkreises Holzminden und des Landkreises Hameln-Pyrmont enthalten noch heute den Eversteiner Löwen.

## Stammliste
1. Konrad I. von Everstein (vor 1120–1128) ⚭ Mechthild von Itter, Tochter Gumberts von Warburg oder dessen Bruders Rembold von Canstein und der Gräfin Gepa von Arnsberg-Werl, später bekannt als Gepa von Itter
  1. Albert I. von Everstein (vor 1122–1158) ⚭ Jutta von Schwalenberg, Tochter des Grafen Widekind I. von Schwalenberg
    1. Albert II., Graf von Everstein (vor 1162–1197) ⚭ 1167 Richeza, von (1136–1185), eine Cousine des Staufers Barbarossa
      1. Konrad II., Graf von Everstein (1200)
        1. Clementia, Nonne im Kloster Willebadessen

      2. Albert III., Graf von Everstein (1170–1217) ⚭ Agnes von Wittelsbach Witwe des Wildgrafen Gerhard I. 1172–1198; Tochter des Pfalzgrafen Otto VII ⚭ Benedikta von Donauwörth
        1. Konrad III., Stammvater der Ersten Linie
        2. Benedikta (1234–1283) ⚭ Gottschalk II. von Plesse
        3. Otto I. (1224), Propst in Aachen und Maastricht
        4. Otto II. (1219–82), Stammvater der Zweiten Linie
        5. Heinrich I. (1224–1225)
        6. Sophie ⚭ Hermann I. von Woldenberg
        7. Albert IV. (1226–1260), Domherr in Hildesheim, Propst im Kreuzstift Hildesheim
        8. Friedrich I. (1230–1257), Domherr in Mainz, Propst in Nörten und Hameln
        9. Tochter ⚭ Burchard IV. von Scharzfeld (1203–1242)
        10. Ludwig I., Stammvater der Dritten Linie
        11. Clementia († vor 1257), Gräfin in Nienover ⚭ Ludolf IV. von Dassel
        12. Hermann I., Stammvater der Vierten Linie

Erste Linie
1. Konrad III., Graf von Everstein (1217–1254), residierte auf den Burgen Ohsen und Rusteberg, ⚭ 1. Lutgart († 1243), ⚭ 2. Ermentrud von Dassel, Tochter von Adolf II. von Dassel
  1. Agnes (1287), Nonne im Kloster Brenkhausen
  2. Ludwig II., Graf von Everstein (1275–1289)
    1. Konrad VIII. (1285)

  3. Heinrich II. (1260), Domherr in Hildesheim
  4. Eberhard, Graf von Everstein (1246)
  5. Konrad IV., Graf von Everstein, Graf von Ohsen (1243–1283), ⚭ Irmengard von Berge (1259–1285), Tochter von Wedekind III. ⚭ Richeza von Hoya
    1. Luckard (1259–1282)
    2. Engelbert I., Graf von Everstein, Graf von Ohsen (1276–1291), ⚭ Gertrud von Adenoys (1291–1294), Tochter von Johann II. ⚭ Gertrud von Grimmenberg
    3. Konrad VII. (1282)
    4. Albert VIII. (1282)
    5. Wedekind I. (1282–1324), Domherr in Minden, Propst in Hameln
    6. Heinrich III. (1285–1312) ?

Zweite Linie
1. Otto II., Graf von Everstein (1219–82) in Holzminden, kaiserlicher Statthalter in Göttingen und Gleichen, ⚭ Ermengard von Arnstein († 1244), Tochter von Albert I. ⚭ Mechtild
  1. Konrad V. (1239–1298), Domherr in Utrecht, Graf von Everstein (1283)
  2. Otto III. (1239–1278), Domherr in Hildesheim
  3. Walther I. (1246–1289), Domherr in Hildesheim
  4. Albert V., Graf von Everstein (1235–1274) ⚭ Gisela von Büren (1252–1306), Tochter von Bertold III. ⚭ Adelheid
    1. Otto IV., Graf von Everstein (1277–1330), Graf von Büren ⚭ Agnes; Agnes ⚭ um 1350 Burchard von Schwalenberg
    2. Bertold I. (1277–1292), Domherr in Paderborn
    3. Friedrich II. (1277–1321), Graf in Holzminden
      1. Friedrich III. (1333–1350)

    4. Adelheid († 1321), Äbtissin im Kloster Böddeken

Dritte Linie
1. Ludwig I., Graf von Everstein (1224–1284), ⚭ Adele von Gleichen (1254–1258), Tochter von Lambert II. ⚭ Sophie von Orlamünde
  1. Albert VI. 'der Däne', Graf von Everstein (1254–1284) ⚭ Marianne (1283), in Viborg begraben
    1. Albert IX. (-1299-1330- vor 1349) ⚭ Ingerd Jensdatter (Kalf) (-1349-)
      1. Albert XI. (-1336–1366- vor 1370) ⚭ Ingeborg Nielsdatter (Rani) (-1382-)
        1. Valdemar (-1400-1423-) ⚭ Lisbeth Nielsdatter (-1334-) zu Bratbjerg
          1. Albert Valdemarsen (- vor 1432)

      2. Heinrich IV. (-1349-) zu Landting
        1. Karen (-1422-) ⚭ Aage Hedesen Puder (-1377-1391- vor 1421) Ritter zu Rydhave
        2. Margarete (-1391-) ⚭ Niels Ingvorsen (Rotfeld) (-1373-1386- vor 1391) zu Bratskov

      3. Hermann IV. (-1349-)
      4. Ludwig VI. (-1343–1355-) zu Sæbyholm
      5. Christian
      6. Peder I. (-1344-1386-) Ritter zu Ørnehoved
        1. Ludwig VII (-1410-) (unsicher)

    2. Henrich Albrechtsen (Everstein) (-1307-1311- vor 1322) ⚭ Margarete Tygsdatter (Hvide) (-1322-1332-)
      1. Jens (- vor 1322)
      2. Cäcilia ⚭ Peder II. von Everstein (-1345-1374-)
      3. Tochter (-1377-) ⚭ Gregers Pedersen (Hak) (-1327-1355-) zu Vittskövle in Skåne

    3. Ludwig V. (-1313–1328), Marschall und Kammermeister, Ritter zu Hald, Lehnsmann in Hammershus ⚭ Else Pedersdatter (-1328-1333-)
      1. Peder II. (1345) ⚭ Cäcilia von Everstein
        1. Margrete (-1401-1405-) ⚭ 1. Mads, ⚭ 2. Johann Moltke (-1360-1399) zu Torbenfeld

      2. Margrete (-1346-)

  2. Ludwig III., Graf von Everstein (1266–1312) ⚭ Drudeke von Dassel (1272–1283), Tochter von Ludolf VI. von Dassel
    1. Ludwig IV., Graf von Everstein (1283–1322)
    2. Otto VIII.
    3. Hermann V.
    4. Friedrich III.

  3. Otto IV., Graf von Everstein (1266–1313), in Naugard, Begründer der Linie Eberstein-Naugard (siehe dort)
  4. Bernhard I. (1266–1302), Domherr in Cammin, Propst in Pasewalk, Präzeptor im Templerorden
  5. Gebhard I. (1286), Domherr in Cammin und Magdeburg
  6. Tochter NN. ⚭ Helmold von Plesse († 1268/69)

Vierte Linie
1. Hermann I., Graf von Everstein (1226–1268), in Polle, ⚭ Hedwig Jakobsson (1266), Tochter von Jens Jakobsen Galen und Adelheid von Dassel
  1. Otto V., Graf von Everstein (1260–1312), in Polle, Marschall von Westfalen, ⚭ 1. Tochter von Dietrich von Bilstein, ⚭ 2. Lutgard von Schladen (1295–1323), Tochter von Meinher
    1. Adelheid (1302), Nonne im Stift Gandersheim
    2. Sophia (1302), Nonne im Stift Gandersheim
    3. Mechtild (1303–1305) ⚭ Konrad VI. von Schonenberg (1279–1341)
    4. Elisabeth (1297–1318) ⚭ Gerhard II. von Hallermund (1280–1324)
    5. Hermann III., Graf von Everstein (1305–1350), in Polle, ⚭ Adelheid zur Lippe (1324), Tochter von Simon I. (Lippe)
      1. Adelheid (1315–1373) ⚭ 1336 Ernst I. von Grubenhagen (1297–1360)
      2. Otto X., Graf von Everstein (1339–1373, † 1373 bei Leveste), in Polle und Ohsen, ⚭ Agnes von Homburg, Tochter von Siegfried
        1. Richsa ⚭ Ludolf III. von Wunstorf (1326–1391), Witwer von Agnes von Oldenburg
        2. Hermann VII., Graf von Everstein (1374–1413), in Polle und Ohsen, ⚭ Ermgard von Waldeck (1399–1406), Tochter von Heinrich III. von Waldeck ⚭ Elisabeth von Berg
          1. Otto XII. (1399–1402)
          2. Elisabeth (1404–1468) ⚭ Otto IV. von Braunschweig

        3. Meinhard II. (1399)
        4. Agnes(1374)

      3. Hermann VI. (1351–1393), Domherr in Hildesheim, ab 1373 Graf von Everstein
      4. Johann I. (1351)
      5. Otto XI. (1351)
      6. Meinhard I. (1351)
      7. Bernhard III. (1365–1379)

    6. Otto VII. (1305–1351), Domherr in Hildesheim und Minden, Propst in Hameln

  2. Tochter ⚭ Bodo VII. von Homburg
  3. Sophie (1290–1294) ⚭ Bernhard I. von Brakel (1252–1316)
  4. Mechthild (1271–1280), Nonne im Stift Gandersheim
  5. Konrad VI. (1286)
  6. Bernhard II. (1272)
  7. Albert VII. (1291), Propst in Corvey